# Sophia Brown
Sophia Monique Brown (* 30. Oktober 1991 in Northampton) ist eine britische Schauspielerin.

## Leben und Karriere
Brown wurde am 30. Oktober 1991 in Northampton geboren. Sie besuchte die Arts Educational Schools. Danach war sie an der Identity School of Acting.
Ihr Debüt gab sie 2015 in einer Episode in Casualty. Anschließend trat sie 2017 in dem Film Ungehorsam auf. Von 2017 bis 2018 wurde sie für die Serie Clique gecastet. 2019 spielte Brown in Marcella mit. Im selben Jahr setzte sie ihre Karriere in Pflicht und Schande fort. Zwischen 2019 und 2020 war sie in der Serie The Capture zu sehen. 2022 bekam Brown in The Witcher: Blood Origin die Hauptrolle.

## Filmografie
Filme
- 2017: Ungehorsam (Disobedience)
- 2022: Dead Shot
- 2024: Hard Truths

Serien
- 2015: Casualty
- 2016: EastEnders
- 2017: Guerrilla
- 2017–2018: Clique
- 2019: Marcella
- 2019: Pflicht und Schande (Giri/Haji)
- 2019–2020: The Capture
- 2022: The Witcher: Blood Origin
- 2023: You & Me